# Filmbüro Hessen
Das Filmbüro Hessen ist ein Verband aus Frankfurt am Main, der für die kulturelle Filmförderung in Hessen zuständig ist. Das Filmbüro wurde 1982 von hessischen Filmemachern und Kinobetreibern als „politische Vertretung des unabhängigen Filmemachens“ gegründet.

## Geschichte
In den 1980er- und 1990er-Jahren war die kulturelle Filmförderung Hessens beim Filmbüro angesiedelt. Anfang 1996 handelten Vertreter des Filmbüros Hessen, der AG Dokumentarfilm, des Landes Hessen und des Hessischen Rundfunks die Richtlinien für eine „Hessische Rundfunk Filmförderung“ aus.
Überregional bekanntgeworden ist das Filmbüro nicht zuletzt durch die Ausrichtung der Frankfurter Filmschau, die von 1988 bis 2005 jährlich stattfand. Da die Filmschau unter anderem „jungen Talenten“ eine Plattform bieten sollte, hat sie sich vor allem im Kurz- und Experimentalfilmbereich einen Namen gemacht. 2002 versuchte Wim Wenders sie zu einem internationalen Filmfestival auszubauen.
Heute zählen 50 Kinos und rund 100 Filmschaffende zu den Mitgliedern des Filmbüros Hessen.

## Filmreihen und Festivals
Im Filmbüro wurde der Verbund „Filmfestivals Hessen“ als gemeinsame Plattform hessischer Filmfestivals gegründet. Hierzu zählen beispielsweise Festivalveranstaltungen wie das goEast – Festival des mittel- und osteuropäischen Films und das vom Deutschen Filminstitut, dem deutschen Filmmuseum und der LPR Hessen veranstaltete Internationale Kinderfilmfestival Lucas.
Zudem organisiert das Filmbüro Hessen die „HessenFilmTour“ und regelmäßige Filmreihen.
2002 startete es eine hessenweite Open-Air-Kino-Veranstaltungsreihe („KinoSommer Hessen“), die unter anderem das Kloster Eberbach und das Bergbaumuseum Borken als Aufführungsorte nutze. Sie findet als Tourneeveranstaltung inzwischen jährlich an um die 80 Spielorten im gesamten Bundesland statt. 
Seit 2006 ist das Filmbüro auch Kooperationspartner für Drehs von Bollywood-Filmen an der Bergstraße.

## Schriften
- Wolfram Dormann: Filmabspiel in Hessen. Eine Bestandsaufnahme 1984–1986. Frankfurt 1986.
- Claudia Prinz: Filmbüro Hessen. Frankfurt 1990.